# Trizogeniates caiporae
Trizogeniates caiporae är en skalbaggsart som beskrevs av Villatoro 2002. Trizogeniates caiporae ingår i släktet Trizogeniates och familjen Rutelidae. Inga underarter finns listade i Catalogue of Life.